# O ella, o yo (álbum)
O ella, o yo es el título del segundo álbum de estudio grabado por la cantautora y actriz venezolano-estadounidense María Conchita Alonso. Fue lanzado al mercado por la empresa discográfica A&M Records en 1985. El álbum fue producido por Juan Carlos Calderón y co-producido por José L. Quintana.
Este álbum incluye temas como "Tú eres el hombre", "O ella, o yo", "Dueño de mi cuerpo", "Tómame o déjame", "Tuya", "Atácame" y "Miedo" que nuevamente la colocarían en las posiciones principales de las carteleras musicales del mundo latinoamericano.

## Lista de canciones
1. O ella, o yo (Juan Carlos Calderón)
2. Te quiero, te quiero, ayúdame (Juan Carlos Calderón)
3. Por ti, por mí (Juan Carlos Calderón)
4. Dueño de mi cuerpo (Juan Carlos Calderón)
5. Tómame o déjame (Juan Carlos Calderón)
6. Tú eres el hombre (Las Diego)
7. Ciao, goodbye (Nino Siciliano Ver. Esp. María Conchita Alonso)
8. Atácame (K. C. Porter, Anahi & Rodolfo Castillo)
9. Miedo (Las Diego)
10. Tuya (Peter Godwin Ver. Esp. María Conchita Alonso)

## Equipo
- Productores: Juan Carlos Calderón & José L. Quintana.
- Realizado por: Juan Carlos Calderón & José L. Quintana.
- Arreglos: Steven Ruccker, Juan Carlos Calderón, Bill Cuomo & K. C. Porter.

- Teclados: Bill Cuomo, Steve Rucker, Randy Waldman, Derek Nakamoto, Juan Carlos Calderón, K.C. Porter.
- Bajo: Abe Laboriel & Neil Stubenhaus.
- Batería: Carlos Vega & John Robinson.
- Guitarra: George Doering, Paul Jackson Jr., Dann Huff & Carlos Rios.
- Sintetizadores: Bill Cuomo, Steve Rucker, Randy Waldman, Derek Nakamoto, Juan Carlos Calderón & K.C. Porter.
- Coros: Isela Sotelo, Patty Freiser, K.C. Porter & Tony De Franco.
- Sax: Tom Scott.
- Percusión: Steve Forman.
- Grabado & mezclado por: Benny Faccone en estudio "B" de A&M Records.
- Ingenieros & estudios adicionales: Jeremy Smith en Sound Castle, Bill Smith en Studio Sound Recorders & Víctor Sanches en Flores Productions.
- Cortado por: Frank de Luna.
- Coordinación general: Patti Freiser.
- Diseño Gráfico: Melanie Nissen.
- Fotografía: Moshe Brakha.

- Datos: Q20018978